# Mohamed Atta
Mohamed Mohamed el-Amir Awad el-Sayed Atta (em árabe: محمد محمد الأمير عوض السيد عطا em árabe egípcio:  mæˈħæmmæd elʔæˈmiːɾ ˈʕɑwɑdˤ esˈsæj.jed ˈʕɑtˤɑ; Cafrel Xeique, 1 de setembro de 1968 – Nova Iorque, 11 de setembro de 2001) foi um sequestrador terrorista egípcio e o líder dos ataques de 11 de setembro. Ele atuou como piloto sequestrador do voo 11 da American Airlines, colidindo o avião contra a Torre Norte do World Trade Center, como parte dos ataques coordenados. Tendo completado 33 anos apenas dez dias antes, Atta foi o mais velho dos 19 sequestradores envolvidos na missão.
Nascido e criado no Egito, Mohamed Atta estudou arquitetura na Universidade do Cairo, onde se formou em 1990. Posteriormente, continuou seus estudos na Alemanha, na Universidade Técnica de Hamburgo. Foi na cidade alemã que Atta se envolveu com a Mesquita al-Quds, onde conheceu Marwan al-Shehhi, Ramzi bin al-Shibh e Ziad Samir Jarrah, formando o que ficaria conhecido como a "Célula de Hamburgo". Durante esse período, Atta fez várias viagens ao exterior, incluindo uma peregrinação à Meca em 1995. Foi também durante esse tempo que se encontrou com Osama bin Laden e outros líderes da Al-Qaeda no Afeganistão, entre o final de 1999 e o início de 2000.
Atta e os outros membros da célula de Hamburgo foram recrutados por bin Laden e Khalid Sheikh Mohammed para realizar uma operação envolvendo aviões nos Estados Unidos. Após o encontro com bin Laden, Atta retornou à Alemanha em fevereiro de 2000 e começou a investigar escolas de aviação nos EUA. Em junho de 2000, Atta, Ziad Jarrah e Marwan al-Shehhi chegaram aos Estados Unidos com o objetivo de aprender a pilotar aviões comerciais, obtendo suas licenças de piloto em novembro do mesmo ano.
Em maio de 2001, Atta começou a ajudar na chegada dos sequestradores "musculosos", responsáveis por invadir os aviões. Em julho, ele viajou para a Espanha para se reunir com Ramzi bin al-Shibh e finalizar os detalhes do plano. No mês seguinte, o egípcio embarcou em uma série de voos de vigilância, atuando como passageiro para analisar rotas e coordenar a execução dos ataques. Na manhã de 11 de setembro de 2001, Atta embarcou no voo 11 da American Airlines, que ele e sua equipe sequestraram 15 minutos após a decolagem. Atta assumiu o controle do avião e o colidiu contra a Torre Norte do World Trade Center, entre os andares 93 e 99, às 8h46 da manhã, causando o colapso da torre às 10h28, após 101 minutos de incêndio. Mais de 1 600 pessoas morreram no impacto e nos incêndios subsequentes.

## Nomes falsos
Mohamed Atta variou seu nome em documentos, utilizando também "Mehan Atta", "Mohammad El Amir", "Muhammad Atta", "Mohamed El Sayed", "Mohamed Elsayed", "Muhammad al-Amir", "Awag Al Sayyid Atta" e "Awad Al Sayad". Na Alemanha, ele registrou seu nome como "Mohamed el-Amir Awad el-Sayed Atta" e adotou o nome Mohamed el-Amir na Universidade de Tecnologia de Hamburgo. Em seu testamento, escrito em 1996, Atta se apresenta como "Mohamed, filho de Mohamed Elamir awad Elsayed". Ele era conhecido como Abd al-Rahman al-Misri pela Al-Qaeda. Atta também alegava diferentes nacionalidades, às vezes egípcio e outras vezes dizendo às pessoas que era dos Emirados Árabes Unidos.

## Juventude
Atta nasceu em 1 de setembro de 1968, em Kafr el-Sheikh, localizado na região do Delta do Nilo, no Egito (na época parte da República Árabe Unida). Seu pai, Mohamed el-Amir Awad el-Sayed Atta, era advogado, com formação em direito civil e xaria. Sua mãe, Buthayna Mohamed Mustapha Shiraqi, vinha de uma família rica de agricultores e comerciantes e também era educada. Buthayna e Mohamed se casaram quando ela tinha 14 anos, por meio de um casamento arranjado. A família tinha poucos parentes do lado do pai e mantinha distância da família de Buthayna. Parentes caracterizaram o pai de Atta como "austero, rígido e reservado", e os vizinhos viam a família como reclusa. Atta era o único filho; ele tinha duas irmãs mais velhas, ambas bem-educadas e bem-sucedidas em suas carreiras - uma como médica e outra como professora.
Quando Atta tinha dez anos, sua família se mudou para o bairro de Abdeen, no Cairo, perto do centro da cidade. Seu pai, que mantinha a família isolada, proibiu o jovem Atta de se relacionar com as outras crianças do bairro. Tendo pouco a fazer, ele estudava principalmente em casa e se destacava na escola. Em 1985, Atta se matriculou na Universidade do Cairo e concentrou seus estudos em engenharia. Ele estava entre os melhores alunos; no último ano, ele foi admitido em um programa exclusivo de arquitetura. Depois de se formar em 1990 com um diploma em arquitetura, ele se juntou ao Sindicato de Engenheiros, uma organização controlada pela Irmandade Muçulmana. Em seguida, trabalhou por vários meses no Centro de Desenvolvimento Urbano no Cairo, onde participou de diversos projetos de construção e executou diversas tarefas arquitetônicas. Também em 1990, a família de Atta se mudou para o décimo primeiro andar de um prédio de apartamentos na cidade egípcia de Gizé.
Atta também ficou noivo de uma mulher arranjada por seu pai e sua família no Cairo, no final de 1999, depois de retornar da Alemanha no mesmo ano. Embora o casamento nunca tenha acontecido, o pai de Atta mencionou que eles gostaram um do outro.

## Alemanha

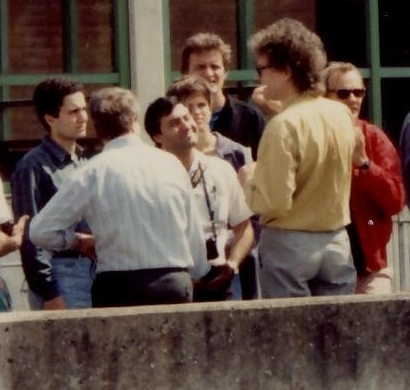
Mohamed Atta (à esquerda) como estudante na Alemanha, em 1993

Atta se formou na Universidade do Cairo com notas insuficientes para o programa de pós-graduação. Como seu pai insistiu que ele fosse estudar no exterior, Atta, com esse objetivo, ingressou em um programa de língua alemã no Instituto Goethe no Cairo. Em 1992, seu pai ouviu falar de um casal alemão que estava visitando a capital do Egito. O casal explicou durante o jantar que administrava o International Student Exchange Program e convidou Atta a continuar seus estudos na Alemanha; eles também ofereceram alojamento e alimentação em sua casa. Mohamed Atta aceitou o convite e, duas semanas depois, em julho, estava na Alemanha.
Na Alemanha, ele se matriculou no programa de pós-graduação em planejamento urbano da Universidade de Tecnologia de Hamburgo. Inicialmente, Atta morou com dois professores do ensino médio; no entanto, eles acabaram achando sua mentalidade fechada e sua personalidade introvertida demais para eles. Atta começou a seguir uma dieta islâmica mais rigorosa, frequentou mesquitas mais conservadoras, socializou-se raramente e agiu com desprezo em relação à filha solteira do casal, que tinha um filho pequeno. Após seis meses, eles pediram para que ele saísse.
No início de 1993, Atta havia se mudado para uma residência universitária com dois colegas de quarto, no Centrumshaus. Ele permaneceu lá até 1998. Durante esse período, seus colegas de quarto ficaram irritados com ele. Ele raramente tomava banho e eles não conseguiam suportar sua "completa e quase agressiva reclusão". Ele se isolou tanto que frequentemente reagia a simples cumprimentos com silêncio.

### Estudos acadêmicos
Na Universidade de Tecnologia de Hamburgo, Atta estudou sob a orientação do chefe do departamento, Dittmar Machule, que se especializava no Oriente Médio. Atta era avesso ao desenvolvimento moderno, incluindo a construção de arranha-céus no Cairo e em outras cidades antigas da região. Ele acreditava que os blocos de apartamentos monótonos e impessoais, construídos nas décadas de 60 e 70, arruinavam a beleza dos bairros antigos e roubavam a privacidade e a dignidade de seu povo. A família de Atta se mudou para um prédio de apartamentos em 1990; para ele, era apenas "um símbolo decadente das tentativas caóticas do Egito de se modernizar e de sua adesão desavergonhada ao Ocidente". Para sua tese, Atta se concentrou na antiga cidade síria de Alepo. Ele pesquisou a história da paisagem urbana em relação ao tema geral do conflito entre a civilização árabe e moderna. Ele criticou como os arranha-céus modernos e outros projetos de modernização estavam perturbando a estrutura das comunidades, bloqueando ruas comuns e alterando o horizonte.
O professor de Atta, Dittmar Machule, o levou em uma expedição arqueológica a Alepo em 1994. O convite era para uma visita de três dias, mas Atta acabou ficando várias semanas naquele agosto, vindo a visitar Alepo novamente em dezembro. Enquanto estava na Síria, ele conheceu Amal, uma jovem palestina que trabalhava em um escritório de planejamento na cidade. Volker Hauth, que viajava com Atta, descreveu Amal como "atraente e autoconfiante. Ela seguia os costumes muçulmanos, pegando táxis para ir e voltar do trabalho para não entrar em contato físico próximo com homens nos ônibus. Mas também diziam que ela era 'emancipada' e 'desafiadora'. Atta e Amal pareciam estar atraídos um pelo outro, mas Atta logo decidiu que "ela tinha uma orientação bastante diferente e que a emancipação da jovem não se encaixava." Sua incipiente e relutante paixão por ela, era a coisa mais próxima de romance que Atta conhecia. Em meados de 1995, ele ficou por três meses no Cairo, com uma bolsa da Sociedade Carl Duisberg, junto com os colegas Volker Hauth e Ralph Bodenstein. A equipe acadêmica investigou os efeitos do desenvolvimento na Cidade Islâmica do Cairo, o antigo bairro, que o governo estava remodelando para o turismo. Atta permaneceu no Cairo por um tempo com sua família depois que Hauth e Bodenstein voltaram para a Alemanha. Enquanto estava em Hamburgo, Atta ocupou vários empregos, como um de meio período na Plankontor, bem como em uma empresa de planejamento urbano, a partir de 1992. No entanto, ele foi demitido da empresa em 1997, pois seus negócios diminuíram e "sua habilidade de desenho não era mais necessária" após a compra de um sistema CAD. Entre outros empregos temporários para complementar sua renda, Atta às vezes trabalhava em uma empresa de limpeza e às vezes comprava e vendia carros. Atta nutria o desejo de retornar à sua cidade natal, desde que terminou seus estudos em Hamburgo, mas era impedido pela falta de perspectivas de emprego no Cairo, sua família não tinha as "conexões certas" para aproveitar o nepotismo costumeiro. Além disso, depois que o governo egípcio prendeu muitos ativistas políticos, ele sabia que poderia se tornar um alvo, dadas suas crenças sociais e políticas.

### Zelo Religioso e Célula de Hamburgo

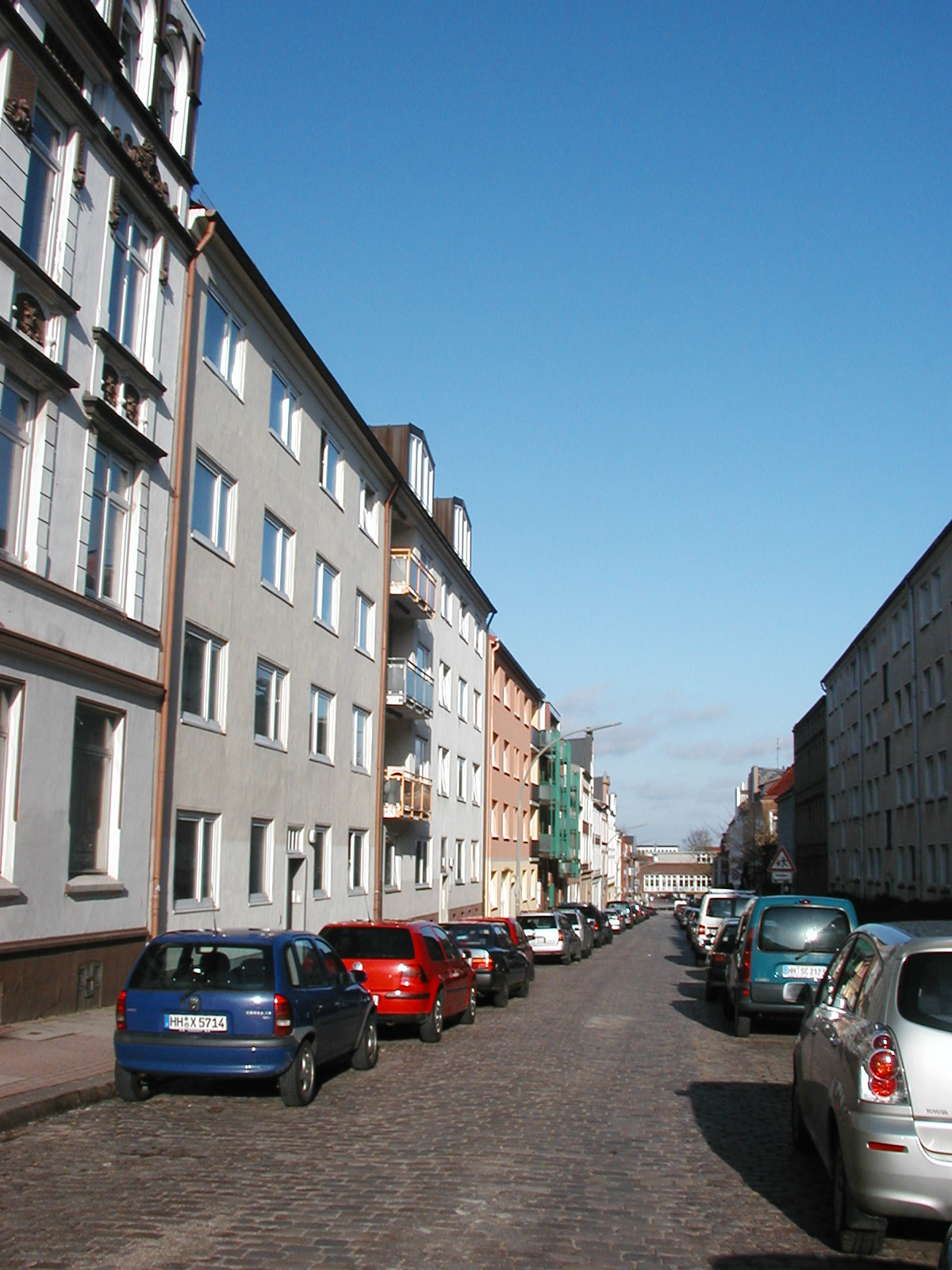
O apartamento que Atta, Bahaji e bin al-Shibh compartilharam de 1998 a 2001 na Marienstrasse, Hamburgo, Alemanha.

Após chegar a Hamburgo em 1992, Atta tornou-se mais fanático religiosamente e passou a frequentar a mesquita com maior regularidade. Seus amigos na Alemanha o descreviam como um homem inteligente em quem convicções religiosas e motivos políticos tinham igual influência. Ele nutria raiva e ressentimento pelos Estados Unidos por sua política nas nações islâmicas do Oriente Médio, e nada inflamava sua ira mais do que os Acordos de Oslo e a Guerra do Golfo em particular. Ele também estava zangado e amargurado com a elite em sua terra natal, o Egito, acreditando que eles monopolizavam o poder para si mesmos, assim como com o governo egípcio, que reprimiu a Irmandade Muçulmana dissidente. Atta era antissemita, acreditando que os judeus controlavam os meios de comunicação, instituições financeiras e políticas do mundo a partir de Nova Iorque. Essas crenças se intensificaram durante a Operação Infinite Reach, pois ele acreditava que Monica Lewinsky era uma agente judia influenciando Bill Clinton contra o auxílio à Palestina, o que mais tarde desempenharia um papel fundamental na criação da célula de Hamburgo.
Em 1º de agosto de 1995, Atta retornou ao Egito por três meses de estudo. Antes dessa viagem, ele deixou crescer uma barba para se apresentar como um muçulmano devoto e também como um gesto político. Atta voltou a Hamburgo em 31 de outubro de 1995, apenas para se juntar à peregrinação a Meca logo em seguida.
Em Hamburgo, Atta estava intensamente ligado à Mesquita al-Quds, que seguia uma versão "rigorosa, fundamentalista e resolutamente militante" do Islã sunita. Ele fez amizades na al-Quds, algumas das quais o visitavam ocasionalmente no Centrumshaus. Ele também começou a dar aulas tanto na Al-Quds quanto em uma mesquita turca perto do distrito de Harburg. Atta também começou e liderou um grupo de oração, que Ahmed Maklat e Mounir El Motassadeq se juntaram. Ramzi bin al-Shibh também estava lá, dando aulas ocasionalmente, e se tornou amigo de Atta.
Em 11 de abril de 1996, Atta assinou seu último testamento na mesquita, declarando oficialmente suas crenças muçulmanas e dando 18 instruções sobre seu enterro. Foi no mesmo dia em que Israel, para a fúria de Atta, atacou o Líbano na Operação Uvas da Ira; assinar o testamento "oferecendo sua vida" foi sua resposta. As instruções em seu testamento refletem tanto práticas funerárias sunitas quanto algumas demandas mais puritanas do salafismo, incluindo pedir às pessoas que não "chorem e lamentem" e que geralmente se abstenham de mostrar emoção. O testamento foi assinado por el-Motassadeq e outra pessoa na mesquita.
Depois de deixar a Plankontor no verão de 1997, Atta desapareceu novamente e só retornou em 1998. Ele não havia feito progresso em sua tese. Atta telefonou para seu orientador de pós-graduação, Machule, e mencionou problemas familiares em casa, dizendo: "Por favor, entenda, eu não quero falar sobre isso." Na pausa de inverno de 1997, Atta partiu e não voltou para Hamburgo por três meses. Ele disse que foi novamente em peregrinação a Meca, apenas 18 meses após a primeira vez. Essa afirmação foi contestada; o jornalista Terry McDermott argumentou que é incomum alguém fazer uma peregrinação tão logo após a primeira vez e passar três meses lá (mais do que o Haje exige). Quando Atta retornou, ele alegou que seu passaporte havia sido perdido e solicitou um novo, o que é uma tática comum para apagar evidências de viagens para lugares como o Afeganistão. Quando ele retornou na primavera de 1998, após desaparecer por vários meses, ele havia crescido uma barba espessa e longa e "parecia mais sério e distante" do que antes para aqueles que o conheciam.
Por meados de 1998, Atta não era mais elegível para a moradia universitária no Centrumshaus. Ele se mudou para um apartamento próximo no distrito de Wilhelmsburg, onde morou com Said Bahaji e Ramzi bin al-Shibh. No início de 1999, Atta havia concluído sua tese e a defendeu formalmente em agosto de 1999.
Ainda em meados de 1998, Atta trabalhou ao lado de Shehhi, bin al-Shibh e Belfas em um armazém, embalando computadores em caixas para envio. O grupo de Hamburgo não permaneceu em Wilhelmsburg por muito tempo. No inverno seguinte, eles se mudaram para um apartamento na Marienstrasse 54, no distrito de Harburg, perto da Universidade de Tecnologia de Hamburgo. Foi aqui que a célula de Hamburgo se desenvolveu e atuou mais como um grupo. Eles se encontravam três ou quatro vezes por semana para discutir seus sentimentos antiamericanos e planejar possíveis ataques. Muitos membros da Al-Qaeda viveram neste apartamento em vários momentos, incluindo o sequestrador Marwan al-Shehhi, Zakariya Essabar e outros.
No final de 1999, Atta, Shehhi, Jarrah, Bahaji e bin al-Shibh decidiram viajar para a Chechênia para lutar contra os russos, mas foram convencidos por Khalid al-Masri e Mohamedou Ould Salahi no último minuto a mudar seus planos. Em vez disso, viajaram para o Afeganistão ao longo de duas semanas no final de novembro. Em 29 de novembro de 1999, Mohamed Atta embarcou no voo TK1662 da Turkish Airlines de Hamburgo para Istambul, onde fez escala para o voo TK1056 com destino a Carachi, Paquistão. Após chegarem lá, eles foram selecionados pelo líder da Al-Qaeda, Mohammed Atef, como candidatos adequados para o plano das "operações com aviões". Todos eles eram bem-educados, tinham experiência de vida na sociedade ocidental, além de habilidades em inglês, e seriam capazes de obter vistos. Mesmo antes da chegada de bin al-Shibh, Atta, Shehhi e Jarrah foram enviados para a Casa de Ghamdi, perto da casa de bin Laden em Kandahar, onde ele os aguardava. Bin Laden pediu que eles prestassem lealdade e se comprometessem com missões suicidas, o que Atta e os outros três homens de Hamburgo aceitaram. Bin Laden os enviou para ver Atef para obter uma visão geral da missão e, em seguida, eles foram para Karachi para se encontrar com Khalid Sheikh Mohammed e discutir detalhes específicos.
Investigadores alemães afirmaram que tinham evidências de que Mohamed Atta treinou em campos da Al-Qaeda no Afeganistão do final de 1999 ao início de 2000. O cronograma do treinamento no Afeganistão foi detalhado em 23 de agosto de 2002, por um investigador sênior. O investigador, Klaus Ulrich Kersten, era o diretor da agência federal de combate ao crime da Alemanha, o Bundeskriminalamt. Ele forneceu a primeira confirmação oficial de que Atta e outros dois pilotos estiveram no Afeganistão, e também forneceu as primeiras datas do treinamento. Kersten disse em uma entrevista na sede da agência em Wiesbaden que Atta estava no Afeganistão do final de 1999 até o início de 2000, e que havia evidências de que Atta se encontrou com Osama bin Laden lá.
Um vídeo surgiu em outubro de 2006, onde no primeiro capítulo mostrava bin Laden em Tarnak em 8 de janeiro de 2000. O segundo capítulo mostrava Atta e Ziad Jarrah lendo seus testamentos juntos dez dias depois, em 18 de janeiro. Em sua jornada de retorno, Atta saiu de Carachi em 24 de fevereiro de 2000, no voo TK1057 para Istambul, onde fez escala para o voo TK1661 com destino a Hamburgo. Imediatamente após retornar à Alemanha, Atta, al-Shehhi e Jarrah relataram o roubo de seus passaportes, possivelmente para descartar os vistos de viagem para o Afeganistão.

## Nos Estados Unidos
Em 22 de março de 2000, Atta ainda estava na Alemanha quando enviou um e-mail para a Academy of Lakeland na Flórida. Ele perguntou sobre treinamento de voo: "Prezado senhor, somos um pequeno grupo de jovens de diferentes países árabes. Agora, estamos morando na Alemanha há algum tempo para fins de estudo. Gostaríamos de começar o treinamento para a carreira de pilotos profissionais de companhias aéreas. Nesse campo, ainda não temos nenhum conhecimento, mas estamos prontos para passar por um programa de treinamento intensivo (até PLA e, eventualmente, mais alto)". Atta enviou 50 a 60 e-mails semelhantes para outras escolas de treinamento de voo nos Estados Unidos.
Em 17 de maio, Atta solicitou um visto dos Estados Unidos. No dia seguinte, ele recebeu um visto B-1/B-2 (turismo/negócios) válido por cinco anos da embaixada dos Estados Unidos em Berlim. Atta havia morado na Alemanha por aproximadamente cinco anos e também tinha um "bom histórico como estudante". Portanto, ele foi tratado favoravelmente e não foi submetido a escrutínio. Após obter seu visto, Atta pegou um ônibus em 2 de junho de Hamburgo para Praga, onde pernoitou antes de viajar para os Estados Unidos no dia seguinte. Bin al-Shibh explicou posteriormente que eles acreditavam que seria mais seguro para Atta voar de Praga em vez de Hamburgo, de onde ele havia viajado anteriormente. Da mesma forma, Shehhi viajou de um local diferente, neste caso via Bruxelas.
Em 6 de junho de 2002, o programa World News Tonight da ABC transmitiu uma entrevista com Johnelle Bryant, ex-agente de empréstimos do Departamento de Agricultura dos Estados Unidos no sul da Flórida, que contou sobre seu encontro com Mohamed Atta. Esse encontro ocorreu "por volta da terceira semana de abril até a terceira semana de maio de 2000", antes da data oficial de entrada de Atta nos Estados Unidos. Segundo Bryant, Atta queria financiar a compra de um avião agrícola. "Ele queria financiar um avião bimotor para seis passageiros e remover os assentos". Ele insistiu que Bryant escrevesse seu nome como ATTA, que ele era originalmente do Egito, mas havia se mudado para o Afeganistão, que era engenheiro e que seu sonho era frequentar uma escola de aviação. Ele perguntou sobre o Pentágono e a Casa Branca. Disse que queria visitar o World Trade Center e perguntou a Bryant sobre a segurança lá. Ele mencionou a Al-Qaeda e disse que a organização "poderia recrutar membros americanos". Ele mencionou Osama bin Laden e disse que "esse homem seria conhecido como o maior líder do mundo algum dia". Bryant disse: "a foto que saiu no jornal, é exatamente como esse homem parecia". Bryant entrou em contato com as autoridades depois de reconhecer Atta em notícias. Autoridades policiais disseram que Bryant passou em um exame de polígrafo.

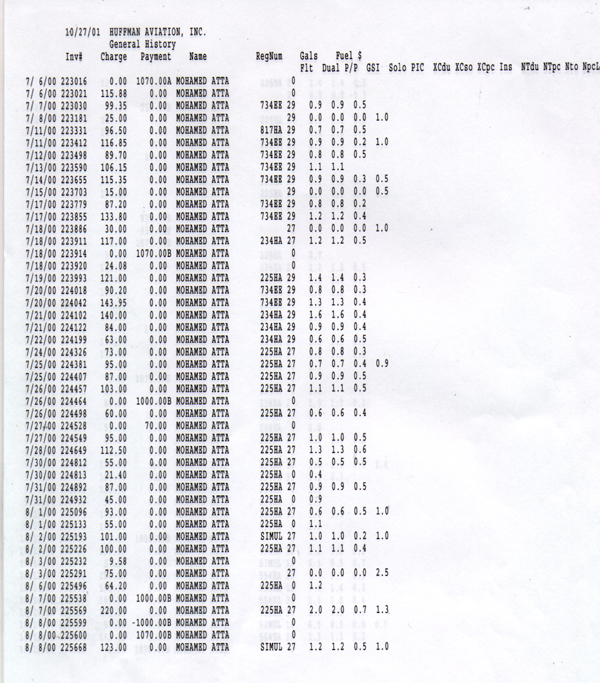
O registro de voo de Atta na escola de aviação Huffman

De acordo com relatórios oficiais, Atta voou de Praga para o Aeroporto Internacional de Newark, chegando em 3 de junho de 2000. Naquele mês, Atta e Shehhi ficaram em hotéis e alugaram quartos na cidade de Nova Iorque por curtos períodos. Jarrah havia chegado aos Estados Unidos em 27 de junho de 2000, depois que seu voo pousou em Newark, Nova Jérsei, e Jarrah decidiu se juntar a Shehhi e Atta para procurar diferentes escolas de aviação nos Estados Unidos. Eles continuaram a pesquisar escolas de aviação e visitaram pessoalmente algumas delas, incluindo a Airman Flight School em Norman, Oklahoma, que visitaram em 3 de julho de 2000. Poucos dias depois, Shehhi, Jarrah e Atta acabaram em Venice, na Flórida. Atta e Shehhi abriram contas no SunTrust Bank e receberam transferências bancárias de Ali Abdul Aziz Ali, sobrinho de Khalid Sheikh Mohammed, nos Emirados Árabes Unidos. Em 6 de julho de 2000, Atta, Jarrah e Shehhi se matricularam na Huffman Aviation em Venice, onde entraram no programa de piloto acelerado. Quando Atta e Shehhi chegaram à Flórida, inicialmente ficaram na casa do contador da escola Huffman e sua esposa em um quarto sobressalente. Após uma semana, foram solicitados a sair por serem rudes. Atta e Shehhi então se mudaram para uma pequena casa nas proximidades em Nokomis, onde ficaram por seis meses.
Atta iniciou seu treinamento de voo em 6 de julho de 2000 e continuou o treinamento quase todos os dias. Até o final de julho, tanto Atta quanto Shehhi realizaram voos solo. Atta obteve seu certificado de piloto privado em setembro e, em seguida, ele e Shehhi decidiram mudar de escola de aviação. Ambos se matricularam na Jones Aviation em Sarasota e receberam treinamento lá por um curto período. Eles tiveram dificuldades em seguir as instruções e ficaram muito chateados quando falharam no exame da Fase 1. Eles se informaram sobre aviões bimotores e disseram ao instrutor que "queriam progredir rapidamente, pois tinham um emprego esperando em seu país após a conclusão do treinamento nos EUA". Em meados de outubro, Atta e Shehhi voltaram à Huffman Aviation para continuar o treinamento. Em novembro de 2000, Atta obteve sua classificação de instrumento e, em seguida, obteve uma licença de piloto comercial da Administração Federal de Aviação (FAA) em dezembro.
Atta continuou seu treinamento de voo, que incluía voos solo e sessões de simulador. Em 22 de dezembro, Atta e Shehhi se inscreveram na Eagle International para treinamento em jatos grandes e simuladores dos modelos McDonnell Douglas DC-9 e Boeing 737-300. Em 26 de dezembro, o Piper Cherokee alugado por eles precisou ser rebocado em uma pista do Aeroporto Internacional de Miami após o motor falhar. Em 29 e 30 de dezembro, Atta e Marwan foram ao Aeroporto de Opa-locka, onde praticaram em um simulador de Boeing 727, e eles obtiveram treinamento em simulador de Boeing 767 da Pan Am International em 31 de dezembro. Atta comprou vídeos de cockpit para os modelos Boeing 747-200, Boeing 757-200, Airbus A320 e Boeing 767-300ER via correio na Sporty's Pilot Shop em Batavia, Ohio, em novembro e dezembro de 2000.
Registros no celular de Atta indicaram que ele telefonou para a embaixada marroquina em Washington em 2 de janeiro, pouco antes de Shehhi voar para o país. Atta voou para a Espanha em 4 de janeiro de 2001, para coordenar com bin al-Shibh e retornou aos Estados Unidos em 10 de janeiro. Enquanto estava nos Estados Unidos, ele viajou para Lawrenceville, Geórgia, onde ele e Shehhi visitaram uma academia de ginástica LA Fitness. Durante esse tempo, Atta voou de Briscoe Field em Lawrenceville com um piloto. Posteriormente voou com Shehhi ou outro piloto pela área de Atlanta. Eles viveram na área por vários meses. Em 3 de abril, Atta e Shehhi alugaram uma caixa postal em Virginia Beach, Virgínia.
Em 11 de abril, Atta e Shehhi alugaram um apartamento em 10001 Atlantic Blvd, Apt. 122 em Coral Springs, Flórida, por US$ 840 por mês e ajudaram na chegada dos sequestradores da segurança, chamados de muscle hijackers. Em 16 de abril, Atta recebeu uma citação por não ter uma carteira de motorista válida e começou as etapas para obter a carteira. Em 2 de maio, Atta recebeu sua carteira de motorista em Lauderdale Lakes, Flórida. Enquanto estava nos Estados Unidos, Atta possuía um Pontiac Grand Prix vermelho de 1989.
Em 27 de junho, Atta voou de Fort Lauderdale para Boston, Massachusetts, onde passou um dia, depois continuou para São Francisco por um curto período e, de lá, para Las Vegas. Em 28 de junho, Atta chegou ao Aeroporto Internacional McCarran em Las Vegas para se encontrar com os outros três pilotos. Ele alugou um Chevrolet Malibu em uma agência Alamo Rent A Car. Não se sabe onde ele ficou naquela noite, mas em 29 de junho ele se registrou no Econo Lodge em na South Las Vegas Boulevard, 1150. Aqui ele apresentou uma filiação à AAA para obter um desconto e pagou em dinheiro pelo quarto a US$ 49,50 por noite. Durante sua viagem a Las Vegas, acredita-se que ele tenha usado uma câmera de vídeo que havia alugado de uma loja Select Photo em Delray Beach, Flórida.
O agente do FBI, Elie Assaad, suspeitou de Atta no início de 2001, pois este supostamente foi visto com um fugitivo da Al-Qaeda, Adnan Shukrujuman.

### Cúpula de julho de 2001 na Espanha
Em julho de 2001, Atta novamente partiu para a Espanha com o objetivo de se encontrar com bin al-Shibh pela última vez. Em 7 de julho de 2001, Atta voou no voo Swissair 117 de Miami para Zurique, onde fez uma escala. Em 8 de julho, Atta foi registrado em um vídeo de vigilância quando sacou 1700 francos suíços de um caixa eletrônico. Ele usou seu cartão de crédito para comprar duas facas do exército suíço e um pouco de chocolate em uma loja no Aeroporto de Zurique. Após a escala em Zurique, ele chegou a Madrid às 16h45 no voo Swissair 656 e passou várias horas no aeroporto. Em seguida, às 20h50, ele fez check-in no Hotel Diana Cazadora em Barajas, próximo ao aeroporto. Naquela noite e duas vezes na manhã seguinte, ele ligou para Bashar Ahmad Ali Musleh, um estudante jordaniano em Hamburgo que servia como intermediário para bin al-Shibh.
Na manhã de 9 de julho, Mohamed Atta alugou um Hyundai Accent prata, que reservou na SIXT Rent-A-Car de 9 a 16 de julho e depois estendeu até o dia 19. Ele dirigiu para o leste de Madrid em direção à região das praias do Mediterrâneo de Tarragona. No caminho, Atta parou em Reus para pegar Ramzi bin al-Shibh no aeroporto. Eles dirigiram para Cambrils, onde passaram uma noite no Hotel Monica. Eles fizeram o check-out na manhã seguinte e passaram os próximos dias em um local desconhecido em Tarragona. A ausência de outras estadias em hotéis, recibos assinados ou canhotos de cartões de crédito levou os investigadores a acreditar que os homens podem ter se encontrado em uma casa segura fornecida por outros integrantes da Al-Qaeda na Espanha. Lá, Atta e bin al-Shibh realizaram uma reunião para concluir o planejamento dos ataques. Vários indícios vinculam sua estadia na Espanha a Imad Eddin Barakat Yarkas (Abu Dahdah), nascido na Síria, e Amer el Azizi, um marroquino radicado na Espanha. Eles podem ter ajudado a organizar e hospedar a reunião em Tarragona. Yosri Fouda, que entrevistou bin al-Shibh e Khalid Sheikh Mohammed (KSM) antes da prisão, acredita que Said Bahaji e KSM também possam ter estado presentes na reunião. Investigadores espanhóis afirmaram que Marwan al-Shehhi e outros dois se juntaram posteriormente à reunião. Bin al-Shibh não quis discutir essa reunião com Fouda.
Durante as reuniões na Espanha, Atta e bin al-Shibh coordenaram os detalhes dos ataques. A Comissão do 11 de setembro obteve detalhes sobre a reunião com base em interrogatórios de bin al-Shibh nas semanas após sua prisão em setembro de 2002. Bin al-Shibh explicou que transmitiu instruções de Osama bin Laden, incluindo seu desejo de que os ataques fossem realizados o mais rápido possível. Bin Laden estava preocupado em ter tantos integrantes nos Estados Unidos. Atta confirmou que todos os muscle hijackers haviam chegado aos Estados Unidos sem problemas, mas disse que precisava de mais cinco a seis semanas para acertar os detalhes. Bin Laden também pediu que outros integrantes não fossem informados dos dados específicos até o último minuto. Durante a reunião, Atta e bin al-Shibh também decidiram sobre os alvos a serem atingidos, descartando um ataque a uma usina nuclear. Bin al-Shibh transmitiu a lista de alvos de bin Laden; bin Laden queria que o Capitólio dos Estados Unidos, o Pentágono e o World Trade Center fossem atacados, pois eram considerados "símbolos da América". Se algum dos sequestradores não conseguisse alcançar seus alvos pretendidos, Atta disse que eles deveriam fazer o avião cair. Eles também discutiram as dificuldades pessoais que Atta estava enfrentando com o colega sequestrador Ziad Jarrah. Bin al-Shibh estava preocupado que Jarrah até abandonasse o plano. O relatório da Comissão do 11 de setembro especulou que o conspirador terrorista agora condenado Zacarias Moussaoui estava sendo treinado como um possível substituto para Jarrah.
De 13 a 16 de julho, Atta ficou no Hotel Sant Jordi em Tarragona. Após o retorno de bin al-Shibh à Alemanha em 16 de julho de 2001, Atta teve mais três dias na Espanha. Ele passou duas noites em Salou no Hotel Casablanca Playa à beira da praia e depois as duas últimas noites no Hotel Residencia Montsant. Em 19 de julho, Atta retornou aos Estados Unidos, voando na Delta Air Lines de Madrid para Fort Lauderdale, via Atlanta.

## Planos finais nos EUA
Em 22 de julho de 2001, Atta alugou um Mitsubishi Galant da Alamo Rent a Car, percorrendo 3.836 milhas (6.173 km) com o veículo antes de devolvê-lo em 26 de julho. Em 25 de julho, Atta deixou Ziad Jarrah no Aeroporto Internacional de Miami para um voo de volta à Alemanha. Em 26 de julho, Atta viajou via Continental Airlines para Newark, Nova Jérsei, fez check-in no Kings Inn Hotel em Wayne, Nova Jérsei e ficou lá até 30 de julho, quando pegou um voo de Newark de volta para Fort Lauderdale.
Em 4 de agosto, acredita-se que Atta estava no Aeroporto Internacional de Orlando esperando para buscar o suspeito "20º Sequestrador" Mohammed al-Qahtani de Dubai, que acabou sendo detido pela imigração como "suspeito". Acredita-se que Atta tenha usado um orelhão no aeroporto para ligar para um número "ligado à Al-Qaeda" depois que Qahtani foi negado a entrada.
Em 6 de agosto, Atta e Shehhi alugaram um Ford Escort branco de quatro portas de 1995 da Warrick's Rent-A-Car, que foi devolvido em 13 de agosto. Em 6 de agosto, Atta reservou um voo na Spirit Airlines de Fort Lauderdale para Newark, partindo em 7 de agosto e retornando em 9 de agosto. A reserva não foi utilizada e foi cancelada em 9 de agosto com o motivo "Emergência Médica na Família". Em vez disso, ele foi até o Central Office & Travel em Pompano Beach para comprar uma passagem para um voo para Newark, partindo na noite de 7 de agosto e com retorno na noite de 9 de agosto. Atta não pegou o voo de retorno. Em 7 de agosto, Atta fez check-in no Wayne Inn em Wayne, Nova Jérsei e fez check-out em 9 de agosto. No mesmo dia, ele reservou uma passagem de primeira classe só de ida via Internet no voo 244 da America West do Aeroporto Nacional Ronald Reagan para Las Vegas. Atta viajou duas vezes para Las Vegas em "voos de vigilância" ensaiando como os ataques de 11 de setembro seriam realizados. Outros sequestradores viajaram para Las Vegas em momentos diferentes no verão de 2001.
Durante todo o verão, Atta se encontrou com Nawaf al-Hazmi para discutir o status da operação mensalmente.
Em 23 de agosto, a carteira de motorista de Atta foi revogada in absentia depois que ele não compareceu ao tribunal de trânsito para responder à citação anterior por dirigir sem carteira de motorista.

## Ataques de 11 de setembro e morte

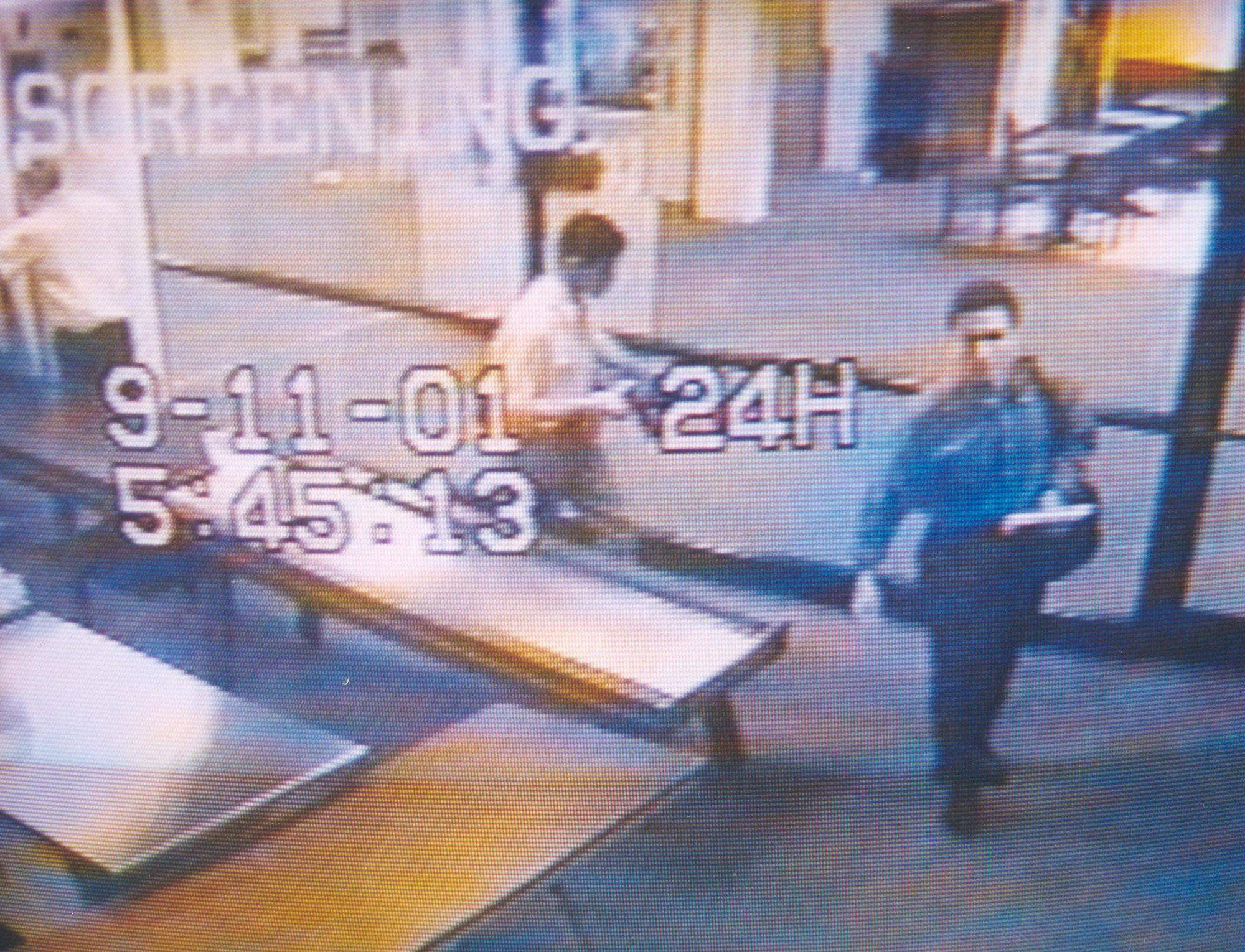
Atta (camisa azul) e Omari no Aeroporto Internacional de Portland em Portland, Maine, na manhã de 11 de setembro

Em 10 de setembro de 2001, Atta pegou al-Omari no Milner Hotel em Boston, Massachusetts e os dois dirigiram seu Nissan Altima alugado até o hotel Comfort Inn em South Portland, Maine. No caminho, foram vistos abastecendo em um posto de gasolina Exxon e visitaram a Longfellow House em Portland naquela tarde; eles chegaram ao hotel às 17h43 e passaram a noite no Quarto 233. Enquanto estavam em South Portland, foram vistos fazendo dois saques em caixas eletrônicos e parando no Wal-Mart. O FBI também relatou que "dois homens do Oriente Médio" foram vistos no estacionamento de uma Pizza Hut, onde se sabe que Atta comeu naquele dia.
Atta e al-Omari chegaram cedo na manhã seguinte, dia 11 de setembro às 5h40, no Aeroporto Internacional de Portland, no Maine, onde deixaram seu carro alugado no estacionamento e embarcaram às 6h em um voo da Colgan Air (US Airways Express) a bordo de um BE-1900C para o Aeroporto Internacional Logan, em Boston. Em Portland, Mohamed Atta foi selecionado pelo sistema Computer Assisted Passenger Prescreening System (CAPPS), que exigia que suas malas despachadas passassem por uma triagem adicional para explosivos, mas não envolvia triagem adicional no ponto de controle de segurança de passageiros.
Em Boston, Atta embarcaria no voo 11 da American Airlines, com destino à Los Angeles, Califórnia. A conexão entre os dois voos no Aeroporto Internacional Logan, em Boston, era dentro do Terminal B, mas os dois portões não estavam conectados dentro da área de segurança. Os passageiros precisam sair da área segura, ir para o exterior, cruzar uma estrada coberta e entrar em outro prédio antes de passar por outra triagem de segurança. Existem dois saguões separados no Terminal B; o saguão sul é principalmente usado pela US Airways e o saguão norte é usado principalmente pela American Airlines. Esse detalhe distinto do arranjo do terminal havia sido negligenciado no planejamento, pois haveria uma triagem adicional de segurança em Boston. Um funcionário da bilheteria no Aeroporto de Portland relatou ter ficado inquieto com a raiva de Atta ao ser informado dos requisitos adicionais de triagem, mas que não agiu em suas suspeitas após se preocupar por estar fazendo um julgamento racial de Atta. Às 6h45, quando já estava no aeroporto de Boston, Atta recebeu uma ligação do sequestrador do voo 175, Marwan al-Shehhi. Essa ligação aparentemente era para confirmar que os ataques estavam prontos para começar. Atta fez o check-in para o voo 11 da American Airlines, passou novamente pela segurança e embarcou na aeronave. Atta estava sentado na classe executiva, na poltrona 8D. Às 7h59, o avião partiu de Boston com destino ao Aeroporto Internacional de Los Angeles, transportando 81 passageiros.
O sequestro começou quinze minutos após o início do voo, por volta das 8h14 da manhã (embora a Comissão do 11 de Setembro tenha estimado que o sequestro começou às 8h14, os pilotos pararam de responder ao controle de tráfego aéreo às 8h13min47s, o que sugere que o sequestro pode ter ocorrido ligeiramente antes), quando o serviço de bebidas estaria começando. Enquanto isso acontecia, os pilotos pararam de responder ao controle de tráfego aéreo, e a aeronave começou a desviar de sua rota designada. Os pilotos do voo 175 da United Airlines perceberam uma transmissão suspeita ao deixar a pista, por volta do mesmo horário em que o voo 11 estava sendo sequestrado, supostamente ouvindo as palavras: "Todos, fiquem em seus lugares." Investigadores posteriormente determinaram que essa comunicação foi feita a partir do cockpit do Voo 11. Essa transmissão nunca foi ouvida pelo controle de tráfego aéreo (ATC), mas o contexto sugere que Atta era o falante. Às 8h18 da manhã, as comissárias de bordo Betty Ong e Madeline Amy Sweeney começaram a fazer ligações para a American Airlines para relatar o que estava acontecendo. Ong forneceu informações sobre a falta de comunicação com o cockpit, a falta de acesso ao cockpit e ferimentos em passageiros. O transponder da aeronave foi desligado às 8h21. Às 8h24h38, uma voz que se acredita ser de Atta foi ouvida pelos controladores de tráfego aéreo, dizendo: "Temos alguns aviões. Fique quieto e você ficará bem. Estamos voltando para o aeroporto."
Evidentemente, ele tentou transmitir uma mensagem instruindo os passageiros e a tripulação a permanecerem quietos pelo sistema de som da cabine, mas pressionou o interruptor errado e, assim, alertou o controle de tráfego aéreo (ATC) de que o voo tinha sido sequestrado. Ele falou novamente segundos após essa primeira transmissão, ainda sem saber que pessoas no solo estavam ouvindo: "Ninguém se mexa, tudo ficará bem. Se tentarem fazer qualquer movimento, colocarão em perigo a si mesmos e ao avião. Apenas fiquem quietos." Cerca de um minuto depois, ele virou o avião para o sul, em direção à cidade de Nova Iorque. Atta não foi ouvido novamente por nove minutos, até as 8h33min59s, quando fez outra tentativa sem sucesso de se comunicar com os reféns: "Ninguém se mova, por favor. Estamos voltando para o aeroporto. Não tentem fazer movimentos estúpidos." Esta foi a última transmissão do Voo 11.
Doze minutos depois, às 8h46min40s, Atta colidiu o avião na Torre Norte do World Trade Center, em Nova Iorque, entre os andares 93 e 99, cometendo suicídio e matando todos os passageiros a bordo da aeronave. Centenas de outras pessoas dentro da Torre Norte também foram mortas instantaneamente, enquanto os danos causados por Atta ao prédio cortaram todas as rotas de fuga a partir do 92º andar e acima, prendendo mais de 800 sobreviventes do acidente nos andares superiores de um arranha-céu em chamas de um quarto de milha de altura, garantindo que ninguém acima do 91º andar conseguisse sair vivo antes que a torre desmoronasse 101 minutos depois, às 10h28min.
Como o voo de Portland para Boston estava atrasado, a bagagem de Atta não foi embarcada no Voo 11. Suas malas foram recuperadas posteriormente no Aeroporto Internacional Logan e verificou-se que continham uniformes de companhias aéreas, manuais de voo e outros itens. A bagagem incluía uma cópia do testamento de Atta, escrito em árabe, bem como uma lista de instruções chamada "A Última Noite". Esse documento é dividido em três seções; a primeira é uma lista de quinze pontos fornecendo instruções detalhadas para a última noite da vida de um mártir, a segunda dá instruções para a viagem até o avião, e a terceira a partir do momento do embarque no avião até o martírio. Quase todos esses pontos discutem preparação espiritual, como oração e citação de escrituras religiosas.

## Vídeo do martírio
Em 1º de outubro de 2006, o The Sunday Times divulgou um vídeo que havia obtido "por meio de um meio previamente verificado", alegando mostrar Mohamed Atta e Ziad Jarrah gravando uma mensagem de martírio seis meses antes em um campo de treinamento no Afeganistão. O vídeo, datado de 18 de janeiro de 2000, possui boa resolução, mas não contém trilha sonora. Leitores labiais não conseguiram decifrá-lo. Atta e Jarrah parecem estar de bom humor, rindo e sorrindo diante da câmera. Eles nunca haviam sido fotografados juntos antes. Fontes não identificadas tanto da Al-Qaeda quanto dos Estados Unidos confirmaram a autenticidade do vídeo. Uma seção separada do vídeo mostra Osama bin Laden dirigindo-se a seus seguidores em um complexo perto de Kandahar. Ramzi bin al-Shibh também é identificado no vídeo. Segundo o The Sunday Times, "investigadores americanos e alemães têm tido dificuldade em encontrar evidências do paradeiro de Atta em janeiro de 2000, depois que ele desapareceu de Hamburgo. A fita de uma hora o coloca no Afeganistão em um momento decisivo no desenvolvimento da conspiração, quando ele recebeu o comando operacional. Meses depois, tanto ele quanto Jarrah se matricularam em escolas de aviação nos Estados Unidos."

## Identificação equivocada
Na sequência dos ataques de 11 de setembro de 2001, os nomes dos sequestradores foram divulgados. Houve alguma confusão sobre quem era Mohamed Atta e casos de identificação equivocada. Inicialmente, a identidade de Mohamed Atta foi confundida com a de um jordaniano nativo chamado Mahmoud Mahmoud Atta, que bombardeou um ônibus israelense na Cisjordânia em 1986, matando uma pessoa e ferindo gravemente três. Mahmoud Atta era 14 anos mais velho que Atta. Mahmoud Atta, um cidadão naturalizado dos EUA, foi subsequentemente deportado da Venezuela para os Estados Unidos, extraditado para Israel, julgado e condenado à prisão perpétua. A Suprema Corte de Israel mais tarde anulou sua extradição e o libertou. Após o 11 de setembro, também houve relatos de que Mohamed Atta havia frequentado a Escola de Oficiais Internacionais na Base Aérea de Maxwell, em Montgomery, Alabama. O Washington Post citou um oficial da Força Aérea dos Estados Unidos que explicou: "discrepâncias em seus dados biográficos, como datas de nascimento com uma diferença de 20 anos, indicam que provavelmente não estamos falando das mesmas pessoas".

## Controvérsia de Praga
Nos meses seguintes aos ataques de 11 de setembro, funcionários do Ministério do Interior da República Tcheca afirmaram que Atta fez uma viagem a Praga em 8 de abril de 2001, para se encontrar com um agente de inteligência iraquiano chamado Ahmed Khalil Ibrahim Samir al-Ani. Essa informação foi repassada ao FBI como "inteligência bruta não avaliada". Autoridades de inteligência concluíram que tal encontro não ocorreu. Um empresário paquistanês chamado Mohammed Atta havia chegado a Praga da Arábia Saudita em 31 de maio de 2000, com este segundo Atta possivelmente contribuindo para a confusão. O egípcio Mohamed Atta chegou ao terminal de ônibus Florenc em Praga, vindo da Alemanha, em 2 de junho de 2000. Ele deixou Praga no dia seguinte, voando pela Czech Airlines para Newark, Nova Jérsei, EUA. Na República Tcheca, alguns oficiais de inteligência afirmam que a fonte do suposto encontro foi um informante árabe que se aproximou do serviço de inteligência tcheco com seu relato sobre Atta apenas depois que a fotografia de Atta havia aparecido em jornais de todo o mundo. Funcionários de inteligência dos Estados Unidos e da República Tcheca desde então concluíram que a pessoa vista com Ani foi identificada erroneamente como Atta e o consenso dos investigadores é que Atta nunca compareceu a uma reunião em Praga.

### Able Danger
Em 2005, o tenente-coronel do Exército Anthony Shaffer e o deputado Curt Weldon alegaram que o projeto de busca de dados do Departamento de Defesa, Able Danger, produziu um gráfico que identificava Atta, junto com Nawaf al-Hazmi, Khalid al-Mihdhar e Marwan al-Shehhi, como membros de uma célula da Al-Qaeda baseada no Brooklyn no início de 2000. Shaffer baseou amplamente suas alegações nas recordações do capitão da Marinha, Scott Phillpott, que mais tarde revogou sua lembrança, dizendo aos investigadores que estava "convencido de que Atta não estava no gráfico que tínhamos". Phillpott disse que Shaffer estava "confiando em minha lembrança 100 por cento" e o relatório do Inspetor Geral do Departamento de Defesa indicou que Phillpott "pode ter exagerado ao afirmar conhecer a identidade de Atta porque apoiava o uso das técnicas do Able Danger no combate ao terrorismo".
Cinco testemunhas que haviam trabalhado no Able Danger e que foram interrogadas pelo Inspetor Geral do Departamento de Defesa disseram mais tarde a jornalistas investigativos que suas declarações ao inspetor foram distorcidas pelos investigadores no relatório final ou que o relatório omitiu informações essenciais que eles haviam fornecido. As alegadas distorções do relatório do inspetor centraram-se em excluir qualquer evidência de que o Able Danger havia identificado e rastreado Atta anos antes do 11 de setembro.
O livro do tenente-coronel Shaffer também indica claramente a identificação direta da célula do Brooklyn e de Mohamed Atta.

## Reação da família e negação
O pai de Atta, Mohamed el-Amir Awad el-Sayed Atta, um advogado aposentado no Egito, rejeitou veementemente as alegações de que seu filho estava envolvido nos ataques de 11 de setembro e, em vez disso, acusou o Mossad e o governo dos Estados Unidos de terem um papel em incriminar seu filho. O Sr. Atta rejeitou os relatos da mídia que afirmavam que seu filho estava bebendo loucamente e, em vez disso, descreveu seu filho como um rapaz tranquilo, não envolvido com política, tímido e dedicado ao estudo de arquitetura. O senhor Atta disse que havia conversado com o filho Mohamed por telefone no dia seguinte, em 12 de setembro de 2001. Ele concedeu entrevistas à revista de notícias alemã Bild am Sonntag no final de 2002, dizendo que seu filho estava vivo e se escondendo com medo por sua vida e que cristãos americanos eram responsáveis pelos ataques. Em uma entrevista em 24 de setembro de 2001, Sr. Atta afirmou: "Meu filho se foi. Agora ele está com Deus. O Mossad o matou."
Em 2021, no 20º aniversário dos ataques, a mãe de Atta foi entrevistada por um jornal espanhol. Sua mãe, então com 79 anos, negou o envolvimento de seu filho nos ataques e afirmou que sente que ele está no Afeganistão.

## Motivação
Existem múltiplas e contraditórias explicações para o comportamento e motivação de Atta. O psicólogo político Jerrold Post sugeriu que Atta e os seus companheiros sequestradores estavam apenas a seguir ordens da liderança da Al-Qaeda, "e seja o que for que o seu destrutivo e carismático líder Osama bin Laden disse ser a coisa certa a fazer em prol da causa era o que eles fariam". Por outro lado, o cientista político Robert Pape sugeriu que foi motivado pela causa política, e que ele era psicologicamente normal, bem como "não poderia ser facilmente caracterizado como depressivo, incapaz de aproveitar a vida, e não era desligado dos amigos e da sociedade". Em contraste, o professor de justiça criminal Adam Lankford, encontrou evidências de que Atta era clinicamente suicida, e que seus problemas com isolamento social, depressão, culpa, vergonha, desespero, e fúria, eram extremamente semelhantes em comparação com aqueles que cometem o suicídio convencional e assassinato-suicídio. Por esse ponto de vista, as crenças políticas e religiosas afetaram seu método de suicídio e sua escolha de um alvo, mas não foram essas as causas subjacentes do seu comportamento.